# تشاه محمد أمين (صحرا بردسكن)
تشاه محمد أمین (بالفارسية: چاه محمدامین) هي قرية تقع في إيران في قسم صحرا الريفي. يقدر عدد سكانها بـ 96 نسمة بحسب إحصاء 2016.